# N-349
La carretera N-349, es la circunvalación de Guadalcacín. Está concebida para enlazar la autovía A-4 con la autopista AP-4. También sirve para ir desde la A-4 hacia Guadalcacín y Arcos de la Frontera mediante la A-382 sin tener que transitar por el centro urbano de Jerez.
Igualmente, el Ministerio de Fomento ha asignado el mismo nombre a otra carretera de Almería. Se trata del tramo que une la autovía A-7 (enlace 460) con El Alquian (N-344 antigua). En El Alquian se encuentra el aeropuerto de Almería, siendo este tramo el enlace más directo desde la zona este de la A-7 al aeropuerto.
- Datos: Q6036691